# Katastrofa lotu TAAG Angola Airlines 462
Katastrofa lotu TAAG Angola Airlines 462 – katastrofa lotnicza, która wydarzyła się 8 listopada 1983 roku nieopodal portu lotniczego Lubango w Angoli. Samolot Boeing 737-200 linii TAAG rozbił się niedługo po starcie, zabijając wszystkich obecnych na pokładzie – 130 osób. Był to najgorszy wypadek lotniczy w historii Angoli.

## Przebieg wypadku
Samolotem, który uległ wypadkowi był wyprodukowany w 1982 roku Boeing 737-2M2 należący do angolskich linii lotniczych TAAG Angola Airlines, posiadający numery rejestracyjne D2-TBN. Samolot wykonywał regularny krajowy rejs na trasie Lubango – Luanda. Tuż po starcie z portu lotniczego w Lubango, na wysokości około 200 stóp, maszyna gwałtownie przechyliła się na lewe skrzydło i zaczęła opadać. Samolot rozbił się 800 metrów za progiem pasa startowego, zginęli wszyscy obecni na pokładzie – 130 osób.

## Przyczyny
Według oficjalnego raportu wydanego przez angolski rząd, przyczyną wypadku była prawdopodobnie awaria mechaniczna nieznanego pochodzenia. Do odpowiedzialności za wypadek przyznali się jednak partyzanci z Narodowego Związku na Rzecz Całkowitego Wyzwolenia Angoli (UNITA) twierdzący, iż zestrzelili oni samolot pociskiem ziemia-powietrze typu SA-7, ponieważ, według nich, na pokładzie w rzeczywistości znajdowali się wojskowi.